# ディオダティ荘の怪奇談義
ディオダティ荘の怪奇談義（ディオダティそうのかいきだんぎ）は、1816年、スイス、レマン湖畔に詩人バイロン卿が借りていた別荘で5人の男女が集まり、それぞれが創作した怪奇譚を披露しあった出来事である。
『フランケンシュタイン』、『吸血鬼』は、このときの着想を元に生まれた。
書評家、訳出者によって、ディオダティ館の幽霊会議、ディオダティ館の夜などとも呼ばれる。

## 背景と経緯

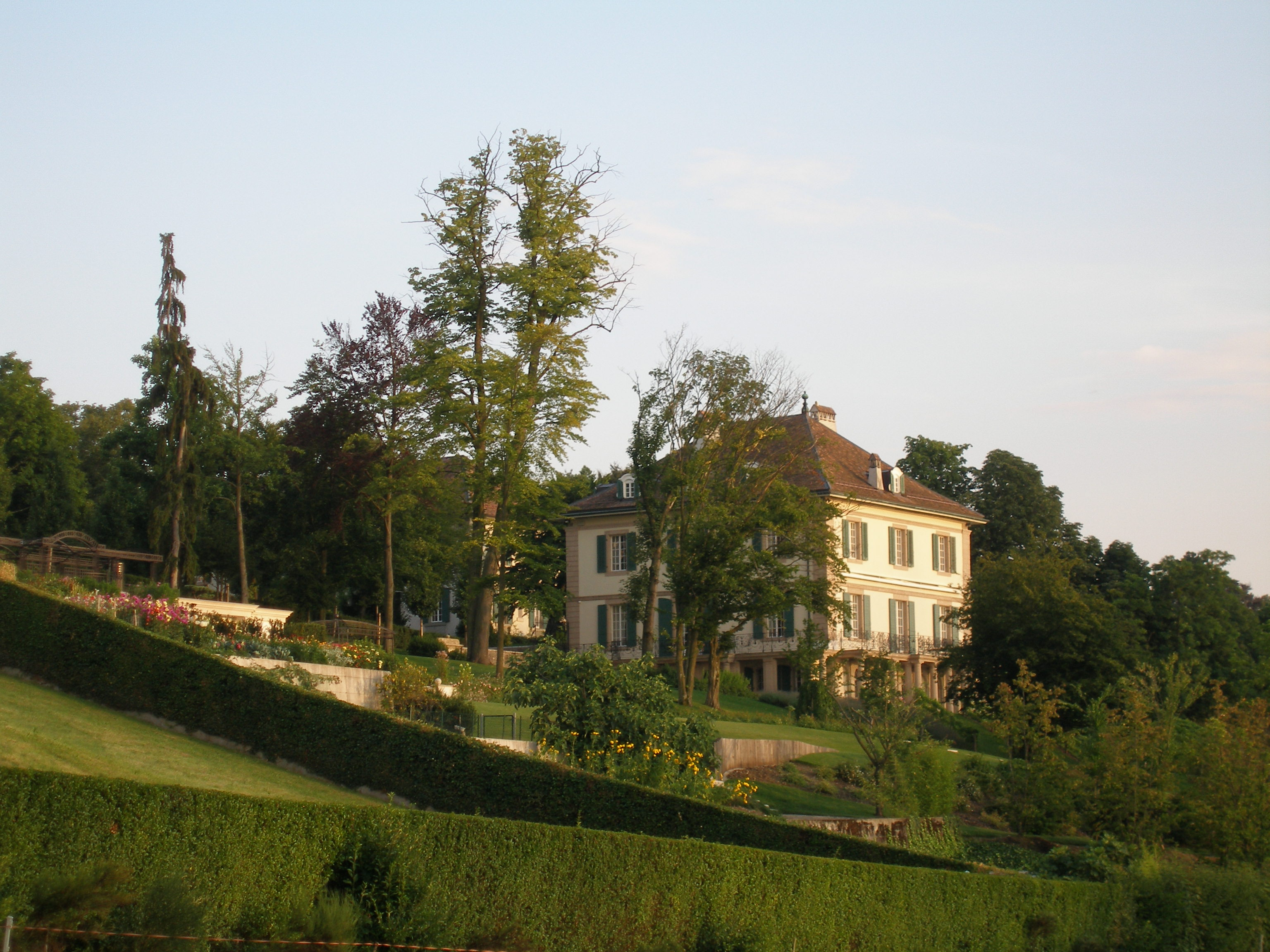
ディオダティ荘（Villa Diodati）。イタリアの聖書翻訳者でジョン・ミルトンの友人ジョヴァンニ・ディオダティの遠縁であるディオダティ家が所有していたことからヴィラ・ディオダティと呼ばれた

無政府主義者ウィリアム・ゴドウィンの娘メアリ・ゴドウィン（後のメアリ・シェリー）は、ロンドンのゴドウィン邸に足しげく通っていた詩人パーシー・ビッシュ・シェリーと恋に落ちたが、この時点でシェリーには身重の妻ハリエット（Harriet Shelley, 1795年 - 1816年）と2人の間にできた娘アイアンス（Ianthe Shelley, 1813年 - 1876年）がいた。シェリーとメアリは、道ならぬ恋に対して激怒するゴドウィンのもとを離れ、フランスへ駆け落ちした。メアリの義妹（継母の連れ子で血縁関係はない）クレア・クレモントも同行した。1814年7月28日に出発し、ナポレオン戦争で荒廃したフランスを抜け、スイスのルツェルンへ到達したが、金に困り、ライン川下りをしてイギリスに帰国した。イングランド南部のケント州に着いたのは同年9月13日のことだった。一行はロンドンへ戻り、家を借りて3人で住んだ。
一方、詩人ジョージ・ゴードン・バイロン卿は自らのスキャンダルによって妻アナベラから離婚を迫られ、スイスに逃亡していた。スキャンダルとは愛人クレア・クレモントとの不倫のほかに、異母姉オーガスタとの間に娘メドラをもうけた近親相姦、さらには同性愛疑惑である。バイロンの主治医で同性愛の相手とも目されるジョン・ポリドリを伴って、スイスのレマン湖畔の別荘ディオダティ荘（Villa Diodati）を借りたのは、1816年のことであった。
この年、シェリーとメアリとクレアの3人は、スキャンダルまみれの詩人バイロン卿を頼って再び大陸へ出発した。メアリは前年にシェリーとの間の最初の子を生後11日で亡くしたが、このときは生後3か月の男児ウィリアムを抱えていた。クレアはバイロン卿の子を身篭っていた。一行が到着したのは1816年5月14日のことだった。
前年の1815年に小スンダ列島のタンボラ火山（現インドネシア領）が大噴火した影響で、北半球は寒冷化していた。1816年は「夏のない年」と呼ばれ、長雨が続いた。レマン湖畔も例外ではなく雨が降り続き、ディオダティ荘の一同は外出もままならず大いに退屈した。バイロンとシェリーは哲学談義にふけっていたが、その内容はガルヴァーニ電気の可能性、生命の伝達、死者の蘇生、エラズマス・ダーウィン博士の生命実験といった、どちらかというと現代のSFに近いものだった。ある日、バイロンがコールリッジのバラード（詩）『クリスタルベル姫』を朗読していたが、神経過敏だったシェリーは全身に冷や汗をかいて大声を出し、昏倒してしまった。ひとしきりすると一同は気を取り直してドイツの怪奇譚をフランス語に訳したアンソロジー『ファンタスマゴリアナ』を朗読することにした。そして朗読後、「皆でひとつずつ怪奇譚を書こう（We will each write a ghost story.）」とバイロン卿が一同に提案した。
バイロン卿は短いエピソード「小説の断片」を書き、後に詩集『マゼッパ』に収録した。このエピソードを主治医のポリドリ（主治医といっても、まだ21歳の青年）が小説として膨らませ、バイロン作の短編として発表し、話題になった。『吸血鬼』（The Vampyre, 1819年）である。一方、シェリーは途中で投げ出してしまうが、メアリは1年間こつこつと書き続け、長編小説として発表した。『フランケンシュタイン、あるいは現代のプロメテウス』（Frankenstein; or The Modern Prometheus, 1818年）である。

## 関連するフィクション
- フランケンシュタインの花嫁（The Bride of Frankenstein） - 1935年のアメリカ映画。監督ジェームズ・ホエール、出演ボリス・カーロフ、コリン・クライブ。
『フランケンシュタイン』（Frankenstein, 1931年）の続編。冒頭にディオダティ荘に集うバイロン卿とシェリーとメアリが登場する。
- ゴシック（Gothic） - 1986年のイギリス映画。監督ケン・ラッセル、出演ガブリエル・バーン、ジュリアン・サンズ。
上述の「数々の死」の原因の多くが怪奇談義の夜に起きた怪異によるものであることを仄めかす内容となっている。
- 幻の城 バイロンとシェリー（英語版）（Rowing with the Wind） - 1988年のスペイン・イギリス合作映画。監督ゴンザロ・スアレス。出演ヒュー・グラント、リジー・マキナニー。
- 幽霊伝説 フランケンシュタイン誕生物語（英語版）（Haunted Summer） - 1988年のアメリカ映画。監督アイヴァン・パッサー、出演フィリップ・アングリム、ローラ・ダーン。
- ディオダディ館の夜 - 井上雅彦による長編ミステリー小説。1999年。ISBN 978-4191547674
- フランキスシュタイン − ジャネット・ウィンターソンによる長編小説。2019年。